# Jiraiya
Jiraiya (jap. 自来也 lub 児雷也) – postacie z japońskiego folkloru.

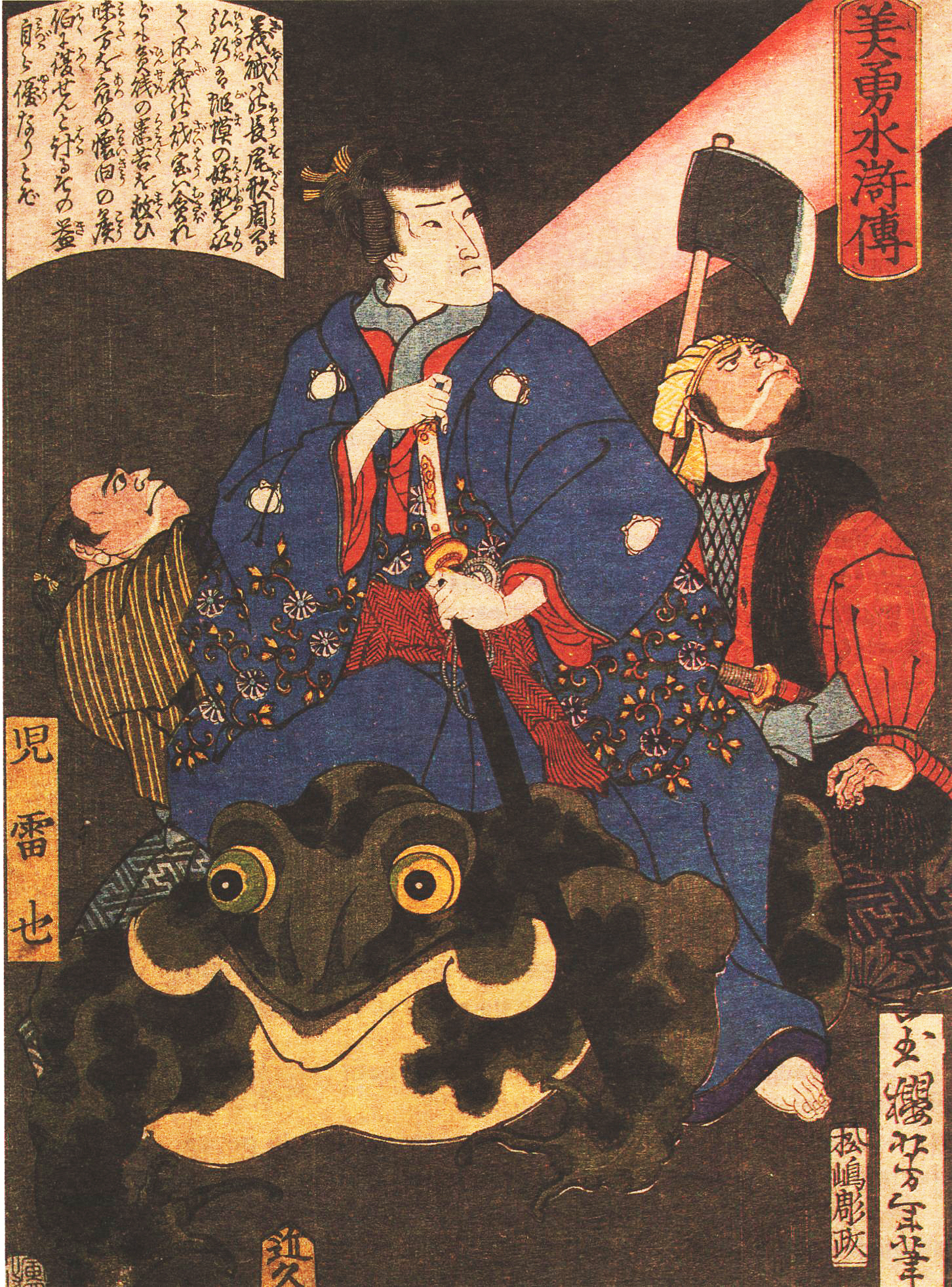
Jiraiya (jap. 児雷也) jadący na olbrzymiej ropusze, namalowany w 1866 roku przez Yoshitoshi.

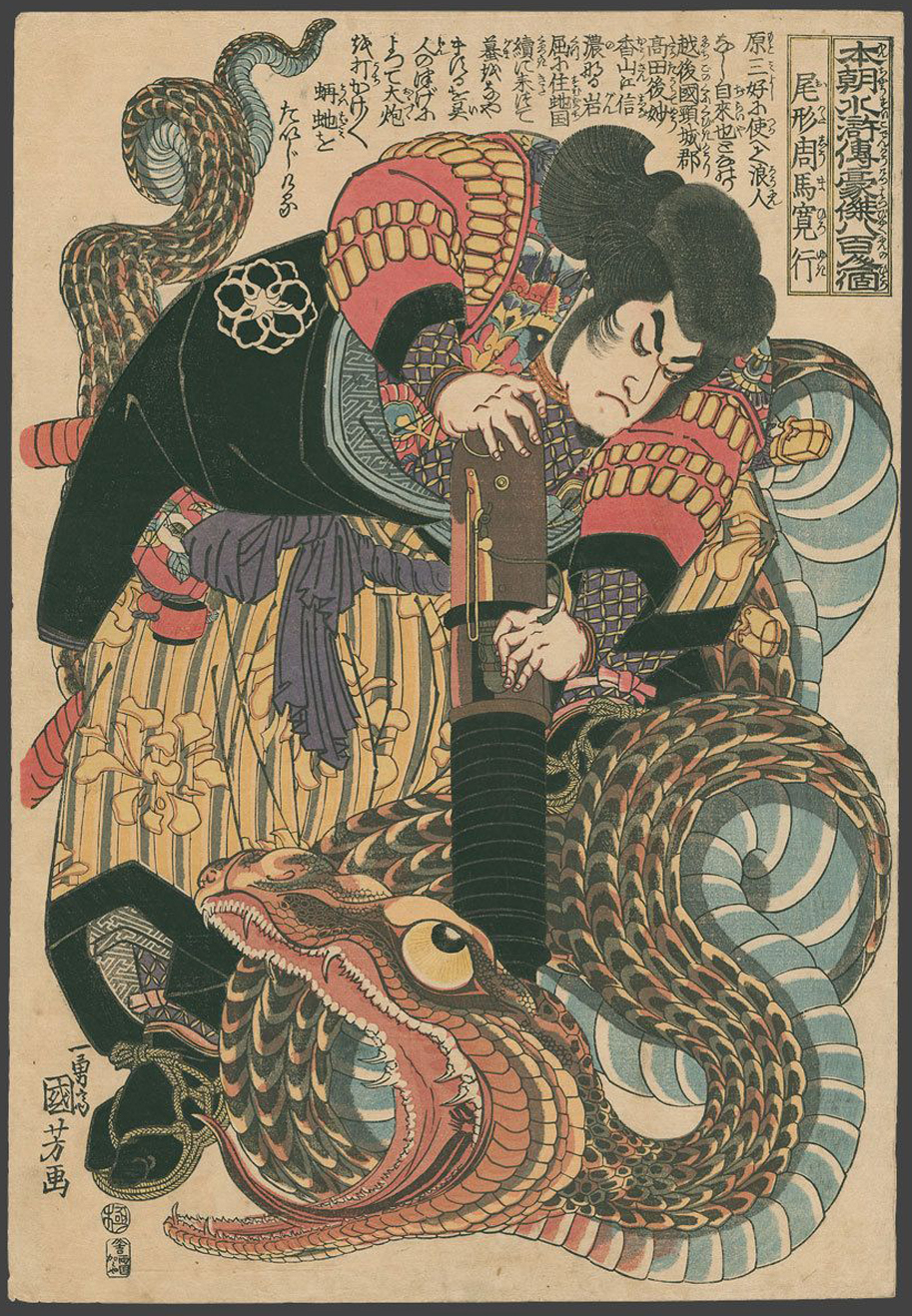
Jiraiya (jap. 自来也) przedstawiony w Jiraiya Monogatari.

- Jiraiya (jap. 児雷也) występuje w japońskiej legendzie Jiraiya Gōketsu Monogatari (jap. 児雷也豪傑譚), arcywróg Orochimaru.
- Jiraiya (jap. 自来也) występuje w japońskiej legendzie Jiraiya Monogatari (jap. 自来也説話).